# Тельма Тодд
Тельма Тодд (англ. Thelma Todd; 29 липня 1906 — 16 грудня 1935) — американська акторка. Удостоєна зірки на Голлівудська алея слави

## Біографія
Тельма Тодд народилася в місті Лоренс, штат Массачусетс, в сім'ї Джимма і Берти Тодд. Після закінчення університету вирішила стати шкільною вчителькою. Проте на початку 1920-х років її інтереси змінилися і вона стала з'являтися на різних конкурсах краси, а в 1925 році отримала титул «Міс Массачусетс». Незабаром її помітив один з розвідників таланту з Голлівуду, і через рік Тодд дебютувала в кіно.
В роки своєї кар'єри в кіно Тодд грала в основному другорядні ролі, з'явившись при цьому у понад сотні фільмів. Вона успішно перейшла з німого в звукове кіно, досягнувши великої популярності на початку 1930-х з серією комедійних фільмів в дуеті з Сейзу Піттс. Дует був створений продюсером Гелом Роачем як аналог чоловічого комедійного дуету Лорел і Гарді. Після того, як у 1933 Піттс його покинула, на її заміну прийшла акторка Петсі Келлі.
Телма Тодд незабаром стала популярною комедійною акторкою, і Гел Роач давав їй нові ролі у фільмах таких метрів комедій як Бастер Кітон і Брати Маркс. Крім цього, вона виконувала і драматичні ролі, наприклад у фільмі «Називай її дикою» (1932), а також з'являлася і в мелодрамах, серед яких «Чарівна юність» (1926) і «Без межі» (1931).
Вранці 16 грудня 1935 тіло Тельми Тодд знайшли в її власній машині в гаражі акторки Джевел Кармер, дружини Роланда Веста, бізнес-партнера Тодд. За висновком експертів її смерть була викликана отруєнням чадним газом. Вечір до цього Тодд провела в компанії інших зірок в популярному голлівудському ресторані «Трокадеро». Хоча у неї і сталася сварка з колишнім чоловіком, друзі стверджували, що Телма залишалася в хорошому настрої, і причин для самогубства у неї не було. У підсумку слідчі дійшли висновку, що смерть акторки стала нещасним випадком, бо вона вирішила зігрітися в автомобілі і заснула. Попри це, в пресі поширились різні чутки щодо смерті акторки. Дуже популярною стала думка, що Телма Тодд була вбита нью-йоркським гангстером Лакі Лучано через те, що відмовилася з ним зустрічатися. Була популярною й історія, що її колишній чоловік Пет ДіСікко причетний до її смерті.
За внесок в кіноіндустрію Телма Тодд удостоєна зірки на Голлівудській алеї слави.